# Хьюстонский судоходный канал
Хьюстонский судоходный канал (англ. Houston Ship Channel) — канал, расположенный на территории штата Техас (США). Канал обеспечивает водное сообщение для океанских судов между Хьюстоном и Мексиканским заливом. Канал является частью всего порта Хьюстона, расположен на Буффало-байу.

## Обзор
Глубина канала — 14 метров, протяжённость — 80 километров, ширина — 161 метр.

## История
В первой половине XIX века Буффало-байу уже использовался в качестве пути для водного транспорта. В 1836 году вдоль реки был основан Хьюстон, так как по мнению его основателей — братьев Алленов (Джон и Август), это была перспективная территория из-за потока водного транспорта. 22 января 1837 года в город прибыл первый пароход «Лора». На то время этот путь к морю являлся единственным в регионе, это привлекло многих плантаторов переселиться ближе к Хьюстону. Порт Хьюстона появился в 1842 году, после чего были приняты законы о поддержании и развитии пути к морю. В конце 1850-х у многих торговцев Хьюстона вызвали возмущения действия компании «Galveston Wharf», которая контролировала порт Галвестон, и они выдвинули план построить канал в обход Галвестона. После Гражданской войны торговцы основали компанию «Buffalo Bayou Ship», которая стала заниматься улучшением водного пути. 
В 1870 году компания убедила Конгресс США соорудить на территории Хьюстона полноценный судоходный канал. В 1874 году компанию купил Чарльз Морган, и в течение двух лет канал был построен. Первое океанское судно пришло в порт 22 сентября 1876 года. Моргана иногда называют основателем Хьюстонского судоходного канала. Однако, в скором времени, он стал уделять внимание железным дорогам и оставил порт. В 1890 году правительство США купило канал и взяло на себя основную ответственность за него. Конгрессмен из Хьюстона Томас Болл сумел добиться дополнительных средств в 1897 году на развитие канала. Позже конгресс одобрил модернизацию канала, новая его глубина — до 7,6 м. В 1909 году благодаря активным действиям мэра Хьюстона Горация Райса были получены дополнительные средства для развития порта. На реконструкцию порта было выделено $ 1,25 млн.
7 сентября 1914 года состоялось торжественное открытие отреконструированного порта. Во время Первой мировой войны развитие порта затормозилось. В 1919 году из канала отправилось первое иностранное океанское судно «Merry Mount» с грузом хлопка. В этот же период на территории Техаса началась добыча нефти, которая стала положительно влиять на развитие канала. Начались поставки нефти из канала на международный рынок. Развитие порта было замедленно во время Великой депрессии, однако перед началом Второй мировой войны порт Хьюстона стал третьим по количеству тоннажа среди всех портов США. Во время войны канал стал крупным центром по производству нефтехимических изделий, однако в тот же период уровень тоннажа судов, находящихся в порту, снизился. Из-за резко возросших потребностей США в нефтепродуктах и синтетическом каучуке вдоль судоходного городского канала было возведено несколько нефтехимических заводов и производственных предприятий. С окончания войны канал занимал второе и третье места в разное время уровню тоннажа. К 1964 году канал был модернизирован, цена работ составила $ 28 млн, глубина канала увеличилась до 12,2 м. После модернизации, канал приносил в бюджет правительства США $ 148 млн, его общий промышленный комплекс оценивался в $ 3 млрд. В судоходном канале работало до 55 000 человек. В 1970-е годы канал ежегодно посетило 4500 судов из 61 страны. В 1980—1990-е годы участились аварии на территории канала, сталкивались танкеры и в некоторых случаях происходил разлив нефти.
Через канал можно переправиться несколькими способами: на пароме Линчбург (англ. Lynchburg Ferry), по тоннелю Вошбурн (англ. Washburn Tunnel) и по трем мостам. В 1995 году в эксплуатацию был введен Мост Фреда Хартмана, ставший самым длинным вантовым мостом штата Техас.
В канале с 1948 года стоит как корабль-музей линкор «Техас».

## Галерея

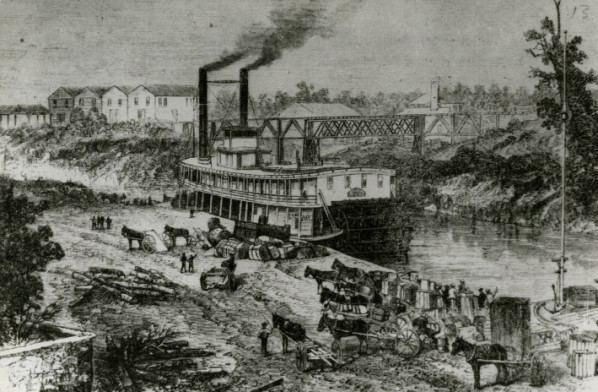
Канал в 1859 году.
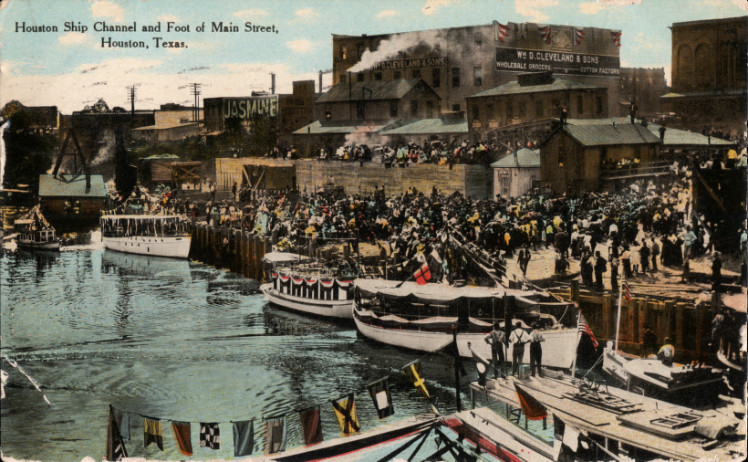
Изображение на открытке. Канал в 1910 году.
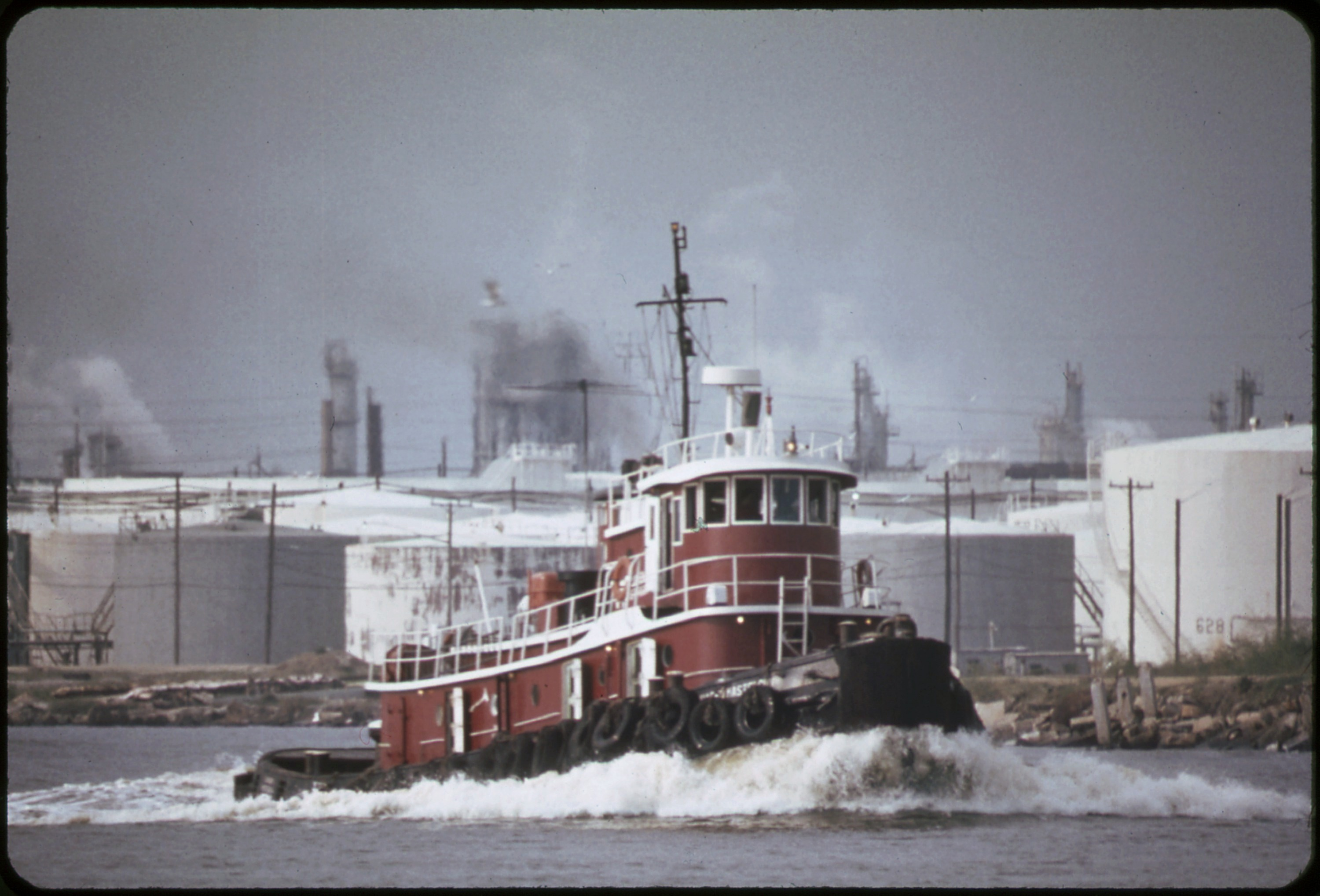
Канал в 1973 году.
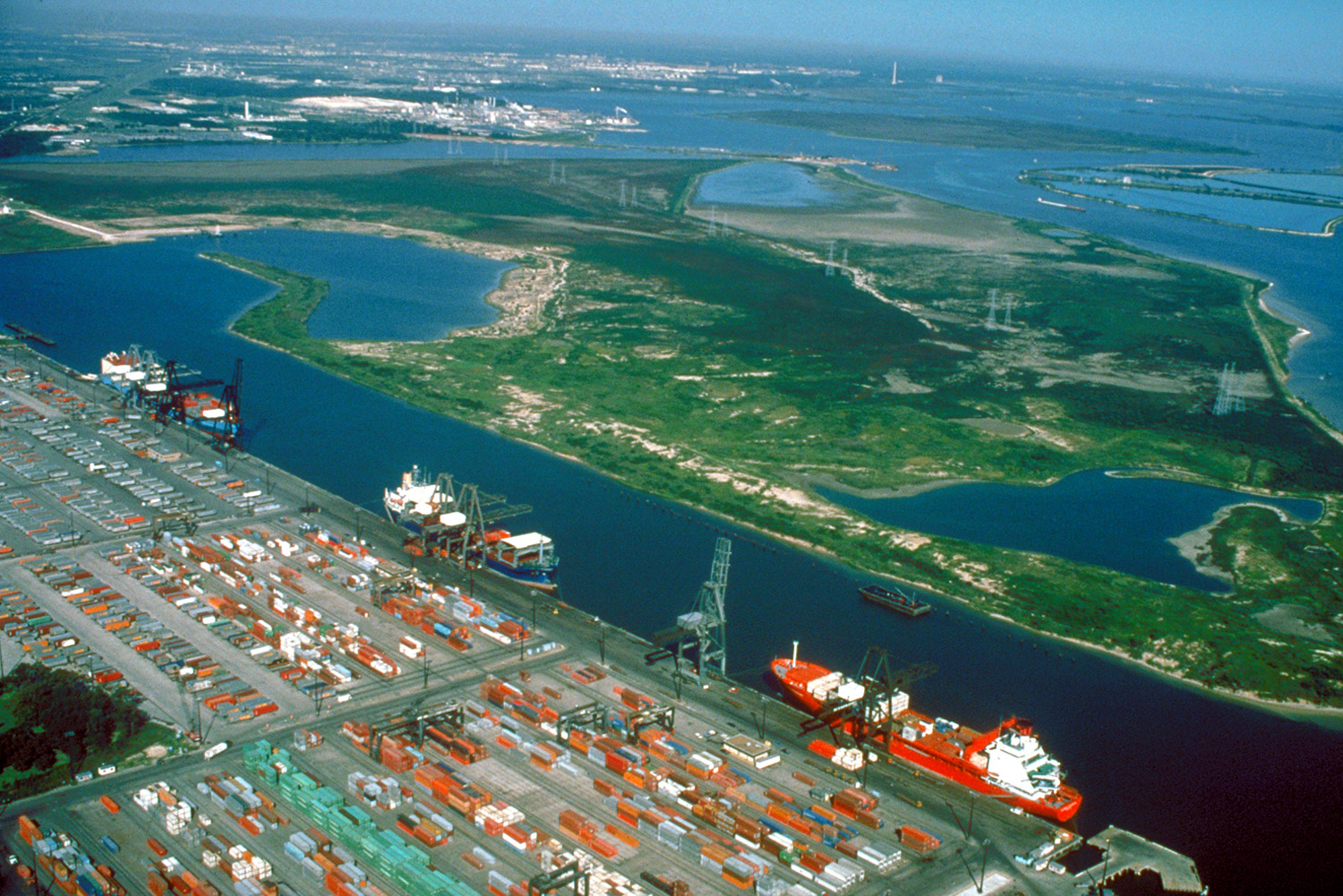
Канал в начале 1990-х.
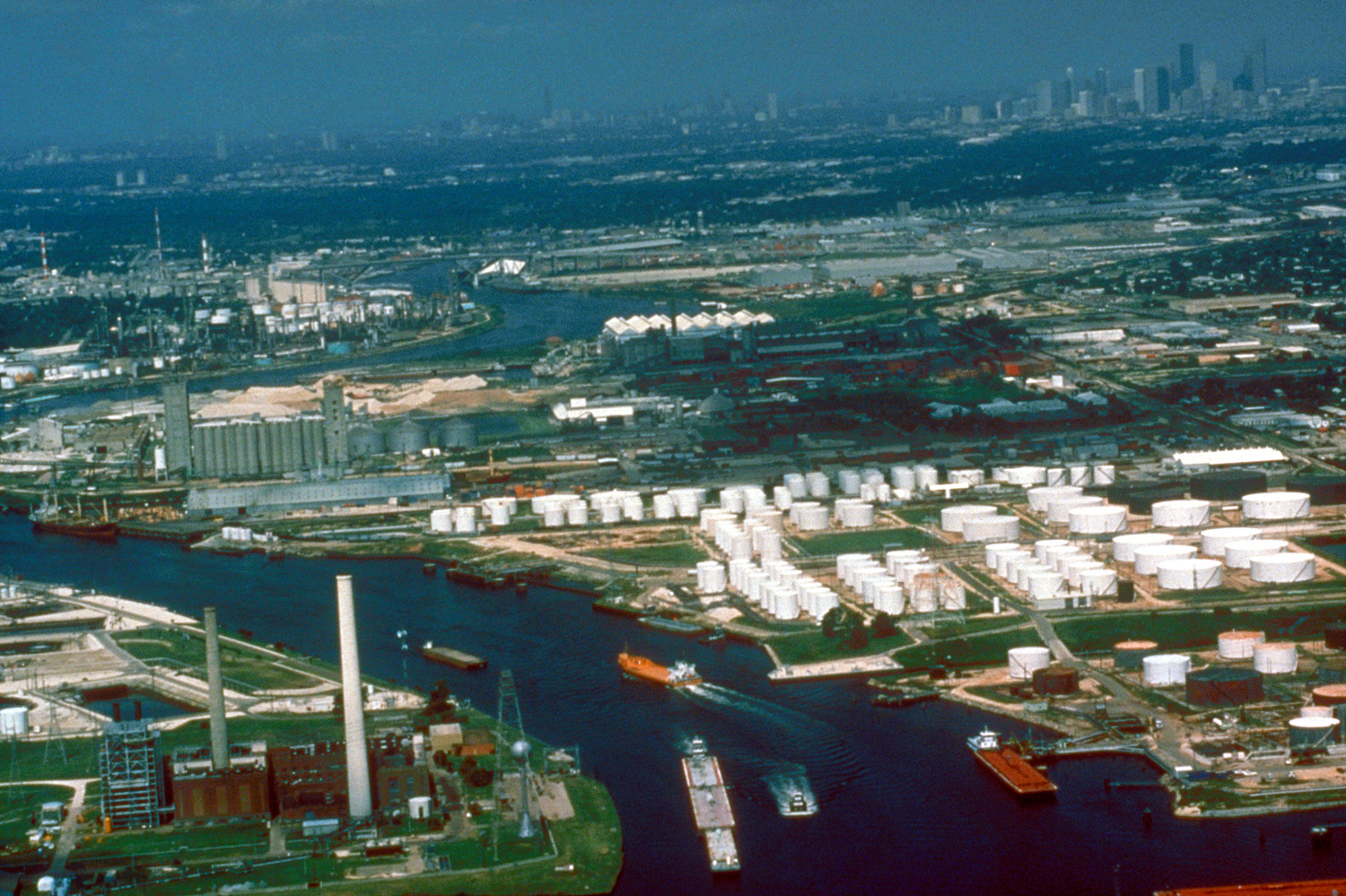
Канал в 1999 году.
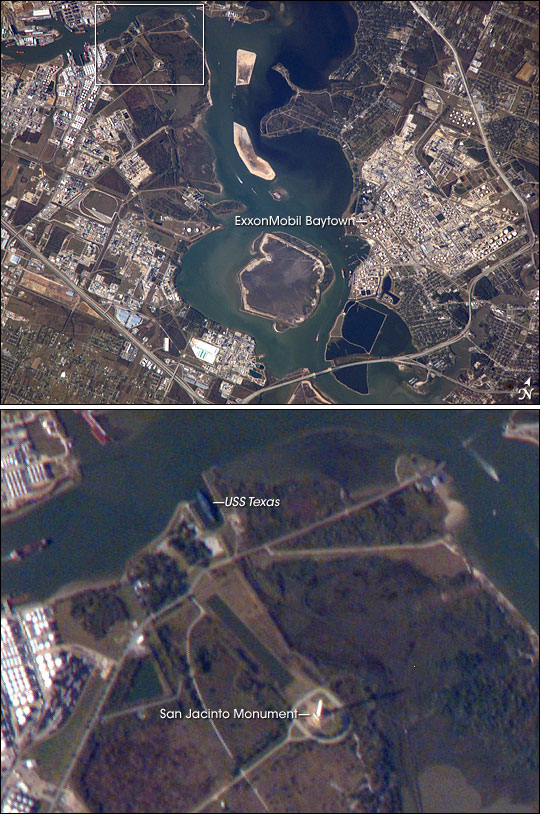
Вид на канал с космоса.